# Castin
Castin é uma comuna francesa na região administrativa de Occitânia, no departamento de Gers. Estende-se por uma área de 11,22 km². Em 2010 a comuna tinha 372 habitantes (densidade: 33,2 hab./km²).